# Уэстпорт (Коннектикут)
Уэстпорт (англ. Westport) — город в округе Фэрфилд, штат Коннектикут, США. 
По данным переписи населения 2010 года население составляло 26391 человек.

## История
Первое поселение на месте города было основано скотоводами в 1693 году, а статус города современное название Уэстпорт получил в 1835 году. 

Уэстпорт на открытке

Начиная с 1910 года, город пережил культурную экспансию, когда многие видные художники, писатели и музыканты переехали в город, за которым вскоре закрепилась репутация центра искусств.
В 1958 году город был награждён премией «All-America City Award» (с англ. — «Всеамериканский город») присуждаемой Национальной гражданской лигой, которую неофициально называют «Нобелевской премией за конструктивное гражданство» и которая выдается за активную гражданскую позицию жителей некорпоративных сообществ Соединённых Штатов в жизни местного самоуправления.
В Уэстпорте расположена штаб-квартира крупной инвестиционной компании Bridgewater Associates.